# Xenogenesis
Xenogenesis è un cortometraggio di 12 minuti del 1978 e costituisce il primo film (non commerciale) che James Cameron ha diretto.
Xenogenesis contiene già alcuni degli elementi che caratterizzano il cinema di Cameron, da Aliens - Scontro finale a Terminator: mondi futuri, tecnologia, guerra uomo-macchina. Ma il debutto di Cameron non riguarda solo la regia: si estende anche alla sceneggiatura, alla scenografia, al montaggio, alla fotografia, alla costruzione dei modellini e alla supervisione degli effetti speciali.

## Trama
Una donna ed un ingegnere sono inviati in una gigantesca nave spaziale senziente alla ricerca di un luogo dove dar vita a un nuovo ciclo vitale. Raj decide di dare un'occhiata intorno alla nave; s'imbatte in un immenso robot pulitore. Seguirà dunque un aspro combattimento.

## Produzione
Xenogenesis è costato 20.000 $ ed è stato girato in 35 mm. Il protagonista William Wisher Jr. collaborerà poi con Cameron anche nei due Terminator, come sceneggiatore e comparsa.
Il modello del robot pulitore anticipa nella forma i modelli di robot cingolati visti nei primi due Terminator. Alcuni rumori robotici verranno poi riutilizzati per i movimenti del T-800 nelle sequenze finali del primo Terminator
I titoli di apertura e di chiusura sono costituiti dallo stesso font che verrà utilizzato sei anni più tardi per Terminator.

## Distribuzione
Il film non è mai stato distribuito nei circuiti cinematografici commerciali.